# Sebastião Mascarenhas
Sebastião Mascarenhas (ur. 29 lipca 1959 w Camurlim) – indyjski duchowny katolicki, biskup Barody od 2023.

## Życiorys

### Prezbiterat
Święcenia kapłańskie otrzymał 6 maja 1984 w Stowarzyszeniu Misjonarzy św. Franciszka Ksawerego. Pracował głównie jako duszpasterz parafialny i jako katecheta szkolny, był też m.in. wykładowcą i rektorem instytutu teologicznego w Pilar oraz przełożonym mumbajskiej prowincji stowarzyszenia. W 2017 został wybrany przełożonym generalnym Misjonarzy.

### Episkopat
31 grudnia 2022 papież Franciszek mianował go biskupem diecezji Baroda. Sakry udzielił mu 18 lutego 2023 kardynał Oswald Gracias.